# Coenosia spumicola
Coenosia spumicola este o specie de muște din genul Coenosia, familia Muscidae, descrisă de Adrian C. Pont în anul 1973. Conform Catalogue of Life specia Coenosia spumicola nu are subspecii cunoscute.